# Emilio Esteban-Infantes

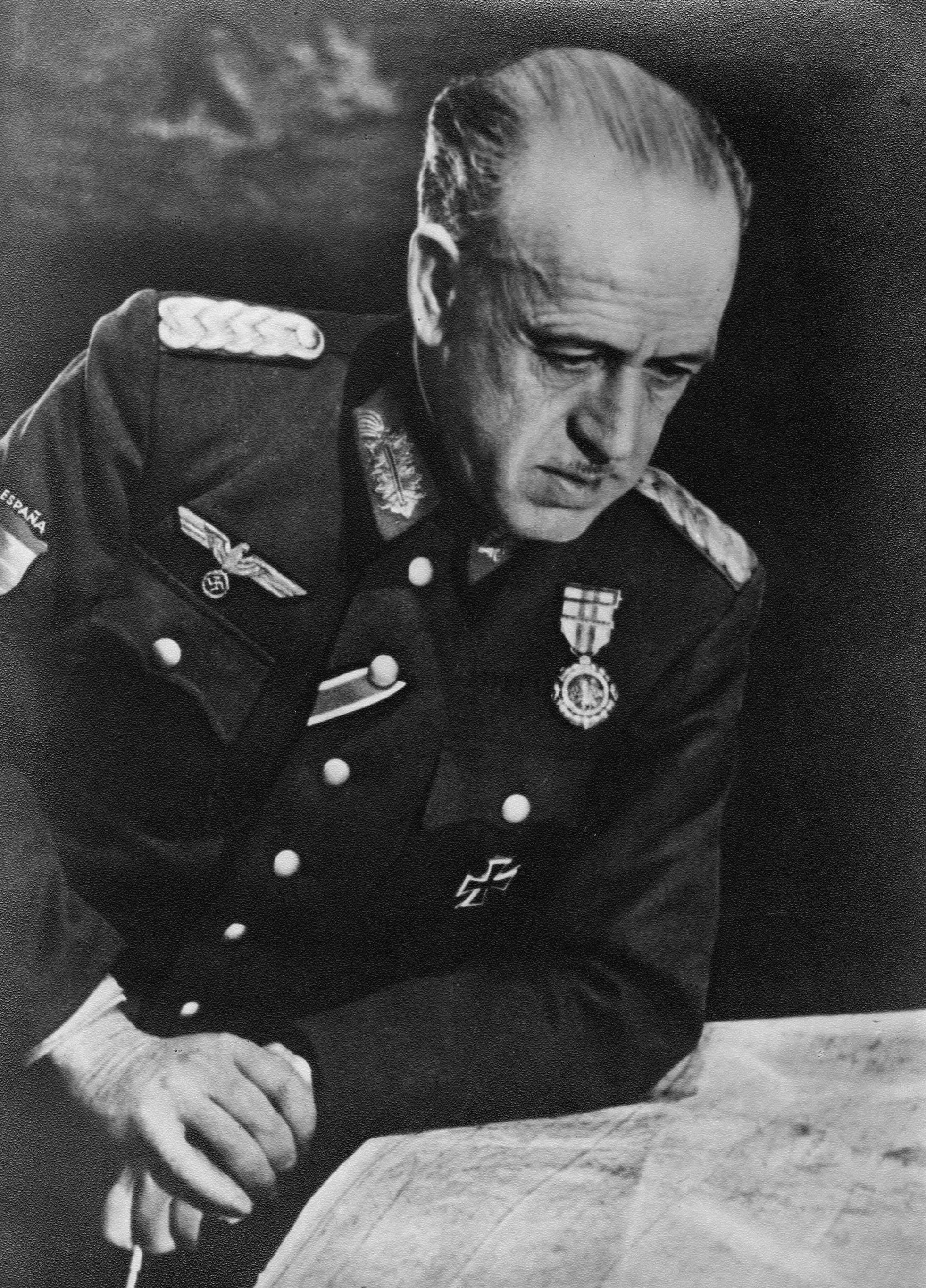
Emilio Esteban-Infantes (zwischen 1941 und 1943)

Emilio Esteban-Infantes y Martín, deutsche Schreibweise: Emilio Esteban-Infantes  (* 18. Mai 1892 in Toledo; † 5. September 1960 in Madrid) war ein spanischer Generalstabsoffizier, zuletzt im Range eines Generalleutnants.
Er trat 1907 in die Infanterieakademie von Toledo ein und wurde spanischer Offizier. Er versah auch seinen Dienst in Spanisch-Marokko. Er kämpfte im Rifkrieg (1921–1926) und später auf nationalistischer Seite im Spanischen Bürgerkrieg. 
Im Zweiten Weltkrieg, führte er die 250. Infanterie-Division (span.) bzw. Blaue Division als Kommandeur, zuletzt im Range eines Generalleutnants der Wehrmacht, an der Ostfront an. Am 12. Dezember 1942 übernahm er als Nachfolger des Generalleutnants der Wehrmacht Don Augustín Muñoz Grandes von diesem das Kommando über diese Freiwilligen-Division des deutschen Heeres, die er bis zu ihrer Auflösung am 20. Oktober 1943 führte.
Für seine Leistungen wurde er mit dem Deutschen Kreuz in Gold am 9. April 1943 sowie mit dem Ritterkreuz des Eisernen Kreuzes am 3. Oktober 1943 und auch mit dem Verdienstorden vom Deutschen Adler 1. Stufe mit Schwertern und der Erinnerungsmedaille für die spanischen Freiwilligen im Kampf gegen den Bolschewismus 1944 von deutscher Seite ausgezeichnet.
Nach dem Krieg hatte er verschiedene Posten im spanischen Militär inne. Er wurde zunächst Stellvertretender Chef des Generalstabs des Heeres, dann nacheinander Kommandeur der 62. Division und der 11. Division. Es folgten Posten als Generalkapitän der IX. Militärregion, Präsident des Obersten Rates der Militärjustiz und Generalkapitän der VII. Militärregion. Schließlich war er Generalstabschef des Heeres und später erneut zum Generalkapitän der VII. Militärregion. Sein letzter Militärdienstposten war Chef des Militärkabinetts Francos. Als er in die Reserve wechselte, diente er als Direktor des Museo del Ejército (deutsch „Armeemuseum“) und Präsident des Obersten Geographischen Rates.
1956 wurde sein Buch La División Azul (Donde Asia empieza) über den Einsatz der Blauen Division veröffentlicht. Dies erschien 1958 in Deutschland unter dem Namen Blaue Division : Spaniens Freiwillige an der Ostfront im rechtsextremen Druffel-Verlag.

## Werke
- La División Azul (Donde Asia empieza). Barcelona 1956, ISBN 978-84-337-0034-6